# ATP Challenger Samarqand
Das ATP Challenger Samarqand (offizieller Name: Samarkand Challenger) war ein zwischen 1996 und 2019 jährlich stattfindendes Tennisturnier in Samarqand, Usbekistan. Es war Teil der ATP Challenger Tour und wurde im Freien auf Sand ausgetragen. Im Jahr 1997 war das Turnier nicht Teil der Challenger-Tour, wurde jedoch bereits ein Jahr später wieder aufgenommen und ausgetragen. Im Einzel gewannen Teimuras Gabaschwili und Oleg Ogorodov den Titel jeweils zweimal. Im Doppel gewannen mehrere Spieler den Titel ebenfalls zweimal.

## Liste der Sieger

### Einzel
| Jahr | Sieger                   | Finalgegner                 | Ergebnis          |
| ---- | ------------------------ | --------------------------- | ----------------- |
| 2019 | João Menezes             | Corentin Moutet             | 7:62, 7:67        |
| 2018 | Luca Vanni               | Mario Vilella Martínez      | 6:4, 6:4          |
| 2017 | Adrián Menéndez          | Aldin Šetkić                | 6:4, 6:2          |
| 2016 | Karen Chatschanow        | Rubén Ramírez Hidalgo       | 6:1, 6:76, 6:1    |
| 2015 | Teimuras Gabaschwili (2) | Yuki Bhambri                | 6:3, 6:1          |
| 2014 | Farrux Doʻstov           | Aslan Karazew               | 7:64, 6:1         |
| 2013 | Teimuras Gabaschwili (1) | Oleksandr Nedowjessow       | 6:3, 6:4          |
| 2012 | Dušan Lajović            | Farrux Doʻstov              | 6:3, 6:2          |
| 2011 | Denis Istomin            | Malek Jaziri                | 7:62, 0:0 aufgg.  |
| 2010 | Andrej Martin            | Marek Semjan                | 6:4, 7:5          |
| 2009 | Dustin Brown             | Jonathan Dasnières de Veigy | 7:63, 6:3         |
| 2008 | Michail Jelgin           | André Ghem                  | 7:64, 6:3         |
| 2007 | Michail Kukuschkin       | Manuel Jorquera             | 6:4, 6:3          |
| 2006 | Janko Tipsarević         | Édouard Roger-Vasselin      | 6:3, 6:2          |
| 2005 | Boris Pašanski           | Vasilis Mazarakis           | 6:3, 6:2          |
| 2004 | Mariano Puerta           | Pavel Šnobel                | 6:1, 6:2          |
| 2003 | Daniel Köllerer          | Andrei Stoljarow            | 6:2, 6:2          |
| 2002 | Vasilis Mazarakis        | John van Lottum             | 7:61, 4:6, 6:1    |
| 2001 | Oleg Ogorodov (2)        | Vadim Kutsenko              | 6:3, 6:4          |
| 2000 | Michail Juschny          | Jan Frode Andersen          | 7:67, 2:6, 7:68   |
| 1999 | Oleg Ogorodov (1)        | Emilio Benfele Álvarez      | 1:6, 7:62, 7:62   |
| 1998 | Fredrik Jonsson          | Oleg Ogorodov               | 7:6, 6:3          |
| 1997 | nicht ausgetragen        | nicht ausgetragen           | nicht ausgetragen |
| 1996 | Juan Antonio Marín       | Sander Groen                | 6:2, 6:4          |

### Doppel
| Jahr | Sieger                                        | Finalgegner                          | Ergebnis          |
| ---- | --------------------------------------------- | ------------------------------------ | ----------------- |
| 2019 | Gonçalo Oliveira Andrej Wassileuski (2)       | Sergey Fomin Teimuras Gabaschwili    | 3:6, 6:3, [10:4]  |
| 2018 | N. Sriram Balaji Vishnu Vardhan               | Michail Jelgin Denis Istomin         | kampflos          |
| 2017 | Laurynas Grigelis Zdeněk Kolář                | Prajnesh Gunneswaran Vishnu Vardhan  | 7:62, 6:3         |
| 2016 | Denis Mazukewitsch (2) Andrej Wassileuski (1) | Hsieh Cheng-peng Yang Tsung-hua      | 6:4, 5:7, [10:5]  |
| 2015 | Sjarhej Betau (2) Michail Jelgin (2)          | Laslo Đere Peđa Krstin               | 6:4, 6:3          |
| 2014 | Sjarhej Betau (1) Aljaksandr Bury             | Shonigʻmat Shofayziyev Vaja Uzoqov   | 6:4, 6:3          |
| 2013 | Farrux Doʻstov Oleksandr Nedowjessow (2)      | Radu Albot Jordan Kerr               | 6:1, 7:67         |
| 2012 | Oleksandr Nedowjessow (1) Iwan Serhejew       | Divij Sharan Vishnu Vardhan          | 6:4, 7:61         |
| 2011 | Michail Jelgin (1) Alexander Kudrjawzew       | Radu Albot Andrei Kusnezow           | 7:64, 2:6, [10:7] |
| 2010 | Andis Juška Deniss Pavlovs                    | Lee Hsin-han Yang Tsung-hua          | 7:5, 6:3          |
| 2009 | Kaden Hensel Adam Hubble                      | Waleri Rudnew Iwan Serhejew          | 7:5, 7:5          |
| 2008 | Irakli Labadse Denis Mazukewitsch (1)         | Daniil Arsenow Vaja Uzoqov           | 7:61, 4:6, [10:3] |
| 2007 | Serhij Bubka Jewgeni Kirillow                 | Jaroslav Pospíšil Adam Vejmělka      | 6:3, 6:2          |
| 2006 | Satoshi Iwabuchi Gōichi Motomura              | Jun Woong-sun Frank Moser            | 2:6, 6:2, [10:5]  |
| 2005 | Ivan Cerović Petar Popović                    | Alexei Kedrjuk Orest Tereschtschuk   | 6:3, 6:0          |
| 2004 | Jean-François Bachelot Melle van Gemerden     | Sebastian Fitz Florin Mergea         | 6:2, 3:6, 6:1     |
| 2003 | Viktor Bruthans Serhij Stachowskyj            | Pawel Iwanow Darko Mađarovski        | 6:2, 6:4          |
| 2002 | Federico Browne Rogier Wassen                 | Vadim Kutsenko Oleg Ogorodov         | 3:6, 7:63, 7:63   |
| 2001 | Denis Golowanow Vadim Kutsenko                | Oleg Ogorodov Dmitriy Tomashevich    | 6:1, 4:6, 6:4     |
| 2000 | Stefano Galvani Andrei Stoljarow (2)          | Daniel Melo Alexandre Simoni         | kampflos          |
| 1999 | Noam Behr (2) Andrei Stoljarow (1)            | Emilio Benfele Álvarez Kris Goossens | 6:74, 6:3, 6:1    |
| 1998 | Noam Behr (1) Eyal Ran                        | Andrei Merinow Andrei Stoljarow      | 1:6, 6:4, 7:6     |
| 1997 | nicht ausgetragen                             | nicht ausgetragen                    | nicht ausgetragen |
| 1996 | José Frontera Oleg Ogorodov                   | Martin Hromec Rogier Wassen          | 6:3, 6:4          |